# 卡尼弗
另请参阅文章卡尼弗（卜塔的大祭司） 。
卡尼弗（埃及语的意思为：他的卡（灵魂）很美丽）是一位古埃及王子。他生活在埃及古王国时期的第四王朝或第五王朝早期。 

## 身份
根据德国埃及学家莱纳·斯塔德尔曼和迈克尔·哈斯的说法，卡尼弗可能是斯尼弗鲁法老的儿子。他们是基于卡尼弗陵墓的建筑特征做出该判断的，他的陵墓体现出典型的第四王朝初期的风格。
人们对他家人几乎一无所知，由于墓碑受损，人们并不知道她妻子的名字，但她的两个头衔“精英女性”和“哈索尔的女祭司”被保留了下来。她为卡内弗生了几个孩子——卡瓦布、卡尼弗二世和梅雷桑赫。

## 职业
卡尼弗担任维齐尔。除此之外，他还拥有“国王之子”、“精英成员”、“陆军将军”、“委员会监督者”和“皇家弓箭手领袖”等诸多头衔。

## 陵墓
卡尼弗被埋葬在代赫舒尔的马斯塔巴DAM15。在他的陵墓中，发现了一块严重破碎的门板石碑的碎片。